# 埃及管区
埃及管区（拉丁語：Dioecesis Aegypti）是羅馬帝國古代晚期的一个管区，由埃及与昔兰尼加组成。首府为亚历山大。其总督拥有独特的头衔“奥古斯都长官（praefectus augustalis，此前曾为埃及行省总督的头衔），而非寻常的“代理官（vicarius）”。该地区起初为东方管区的一部分，但在约380年拆分为独立的行政区，619年至629年间，此地曾被萨珊波斯占据，之后又存续至了640年代，最终其领土在穆斯林征服埃及时陷落。

## 行政史
大约在381年，埃及组成了独立的管区。根据《百官志》记载，此管区由东方大区一位头衔为“奥古斯都长官”的代理官管理，其下包括六个行省，分别是尼罗河三角洲西部的埃及行省（原为4世纪初建立的约维安埃及），尼罗河三角洲东部的奥古斯塔姆尼卡行省（原为4世纪初建立的赫丘利埃及），中部的阿卡迪亚（约建立于397年，320年代曾短暂为墨丘利埃及），南部的底比斯，下利比亚（或锡卡利比亚），上利比亚（或潘塔波利斯）。

### 脚注
1. ↑  Palme 2007，第245頁.
2. ↑  Palme 2007，第245–246頁.
3. ↑  Notitia Dignitatum, in partibus Orientis, I （页面存档备份，存于）

### 书籍
- Hendy, Michael F. . Cambridge: Cambridge University Press. 1985  [2019-12-01]. ISBN 0-521-24715-2. （原始内容存档于2013-12-31）.
- Palme, Bernhard. . Bagnall, Roger S.  (编). . Cambridge University Press. 2007: 244–270  [2019-12-01]. ISBN 0521871379. （原始内容存档于2014-06-22）.